# Laje (Paradela)
Laje (llamada oficialmente Santiago da Laxe) es una parroquia y un caserío español del municipio de Paradela, en la provincia de Lugo, Galicia.

## Otras denominaciones
La parroquia también es conocida por el nombre de Santiago de Laxe.

## Organización territorial
La parroquia está formada por diez entidades de población, constando nueve de ellas en el nomenclátor del Instituto Nacional de Estadística español:
- Castrelo
- Laxe (A Laxe)
- Marcadoiro
- Moimentos
- Moutras
- O Cotorelo
- Pedreira (A Pedreira)
- Retorta (A Retorta)
- Sesmonde
- Villalvite (Vilalvite)

## Demografía

### Parroquia
| Gráfica de evolución demográfica de Laje (parroquia) entre 2000 y 2021 |
|                                                                        |
| Datos según el nomenclátor publicado por el INE.                       |

### Caserío
| Gráfica de evolución demográfica de Laxe (caserío) entre 2000 y 2021 |
|                                                                      |
| Datos según el nomenclátor publicado por el INE.                     |